# Nightbreed
Nightbreed är en amerikansk monsterfilm från 1990 skapad av Clive Barker. Filmen är baserad på romanen Cabal och utspelar sig i Calgary och i vildmarken norr om staden. Filmen fick ett datorspel senare samma år, Nightbreed: The Action Game.

## Handling
Aaron Bone blir lurad in i en galenskap och flyr för att leta efter Midian, en plats där monstren bor och där synderna blir förlåtna.